# Тальх-Аб (дегестан)
Тальх-Аб (перс. تلخ اب) — дегестан в Ірані, у бахші Хенеджін, в шагрестані Фараган остану Марказі.

## Населені пункти
До складу дегестану входять такі населені пункти:
- Айр
- Арезуманд
- Вашекан
- Ґуне
- Дерманак
- Каземабад
- Кала
- Кермез-Чешме
- Кордабад
- Мастер
- Ортаґоль
- Тальх-Аб
- Фешк
- Хошраван-е Олія
- Хошраван-е Софла
- Чаккар